# Corey Deuel
Corey Deuel (* 20. November 1977 in Santa Barbara, Kalifornien) ist ein US-amerikanischer Poolbillardspieler.

## Karriere
Einer seiner größten Erfolge ist das Erreichen des Halbfinals bei der Weltmeisterschaft im 9-Ball im Jahr 2000. Des Weiteren gewann er 2001 die US Open im 9-Ball.
2000 wurde Deuel erstmals für den Mosconi Cup nominiert. Mit 23 Jahren und einem Monat war er der jüngste Spieler der für das amerikanische Team eingesetzt wurde. Dieser Rekord wurde 2015 von Skyler Woodward, der bei seiner ersten Partie 22 Jahre und sieben Monate alt war, abgelöst. Deuel gewann den Mosconi Cup dreimal (2000, 2009 und 2018) und nahm insgesamt zehnmal Teil (zuletzt 2018), wobei er 2003 als Most Valuable Player ausgezeichnet wurde.
Sein Spitzname in der Billardszene ist the Prince of Pool.
Deuel lebt derzeit in West Jefferson, im Bundesstaat Ohio.